# 地域経済総合研究所
一般社団法人地域経済総合研究所（ちいきけいざいそうごうけんきゅうじょ）は、「地域経済の発展に寄与するため、関係分野の情報ネットワークを活用し、幅広い視野からの分析及び調査研究に関する事業等を行い、ソフト面を重視した地域経済の活性化、個性ある地域づくりを推進すること」を目的として、1994年（平成6年）6月に「旧・自治省（現総務省）認可により」設立された法人である。「2014（平成26）年より一般社団法人(平成18年法律成立、2018年施行された一般社団・財団法人法により新制度)に移行。別名『ちいき総研』。理事長：岡田康司。

## 概要
同研究所は「地域経済振興、地域経済活性化に関する調査研究、地域に根ざした人材の育成、多方面からの情報収集、出会いの場づくり等、地方分権時代にマッチした「ソフトで斬新な地域づくり」、「個性ある企業経営」に寄与していくこと」を目指した活動をしている。

## 組織
主要な評議員は、社団法人時代には、石井威望（東京大学名誉教授）、伊丹敬之（一橋大学名誉教授）、今井賢一（スタンフォード大学名誉シニアフェロー）、清成忠男（元法政大学総長）、小池百合子（衆議院議員）、田中優子（法政大学教授）、舛添要一（国際政治学者）、森英恵（ファッションデザイナー）、木村尚三郎（東京大学名誉教授）等が就任していた（肩書は就任時のもの）。